# Карбонатит

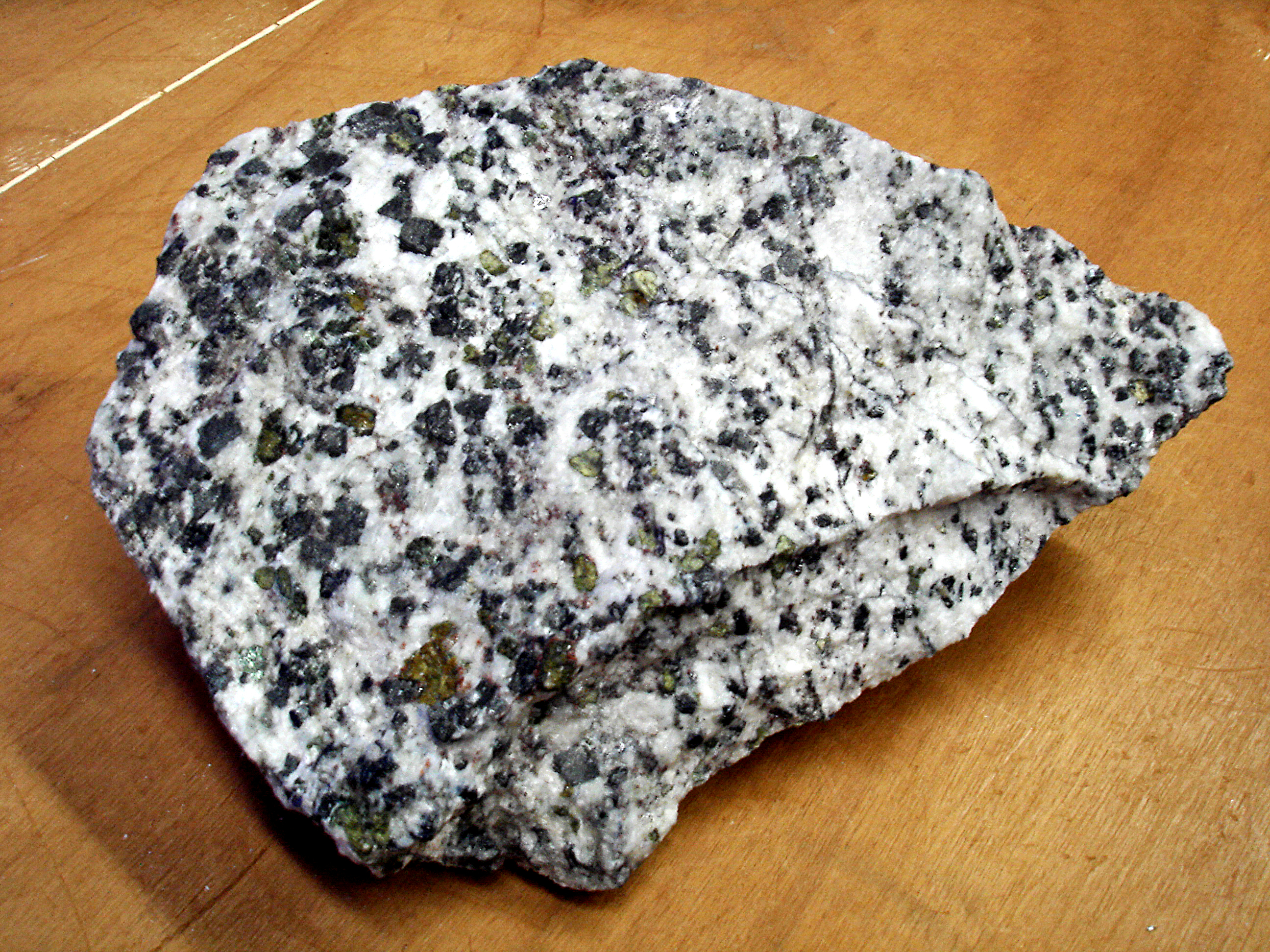
Карбонатит из Бразилии. Породообразующий белый минерал — кальцит, чёрные вкрапления — магнетит, зелёные — оливин

Карбонати́т — горная порода магматического или метасоматического происхождения, сложенная в основном (более 50 % объёма) природными карбонатами. По составу породообразующих карбонатов выделяются кальцитовые, доломитовые, анкеритовые, сидеритовые карбонатиты; в такой последовательности они обычно и формируются. Особый натриево-карбонатный состав имеют эффузивные карбонатиты, которые слагают лавовые потоки (например, в низкотемпературных, 520—580 °С, лавах вулкана Ол-Доиньо-Ленгаи), пепловые покровы и конусы.
Термин принадлежит В. К. Брёггеру (1920 год), но первое описание класса дал А. Г. Хёгбом в 1895 году.
Карбонатиты — породы белого или серого цвета с зернистой структурой, напоминающей мраморы, с которыми эти породы поначалу путали. Второстепенными минералами в карбонатитах являются пироксен, амфибол, флогопит, форстерит, апатит, магнетит, титанит, щелочной полевой шпат, а также такие редкоземельные минералы, как пирохлор, бадделеит, бастнезит, циркон. Если содержание второстепенной породы высокое, то карбонатиты называют по имени такой породы: пироксеновый карбонатит, магнетитовый карбонатит и тому подобное. Содержание кремния в карбонатитах невысоко (до 10 % двуокиси кремния по весу).
Карбонатиты в целом являются полигонными[уточнить] образованиями в виде жил, даек и силл небольшой мощности.
Выделяются безусловные магматиты (температура карбонатитовых магм — 750—800 °C) и гидротермалиты. Присутствие карбонатитов характерно для рифтового магматизма, они сопутствуют кольцевым интрузиям магматических горных пород. В кимберлитах ассоциируются с мейтельгитами, ийолитами, нефелиновыми и лейцитовыми сиенитами.
Карбонатиты часто содержат редкие и рассеянные элементы. С карбонатитами связаны месторождения руд тантала и ниобия, редкоземельных элементов, апатита, флогопита и др. Месторождения карбонатитов имеются в России (Ковдорское месторождение), Казахстане (Кокшетау), Афганистане, Бразилии (Араша), США, Канаде (Ока), ЮАР (Пхалаборва), Уганде (Сукулу), Демократической Республике Конго (Луэш).
Карбонатитовые руды разделяются на шесть основных формаций:
- Руды внутри перовскитных титано-магниевых гипербазитов в форме линзы, верёвки, обруча. Обладают средними запасами редких элементов, железа, титана, тантала, ниобия.
- Нефелиновые породы — сырьё для производства алюминия. Их скопления присутствуют среди уртитов и ийолитов.
- Апатит-магнетит-фостеритные породы, из которых добывают железо, фосфор, тантал, ниобий, цирконий, уран.
- Флогопитные скарновые руды, считающиеся высококачественными. Ценные составляющие — флогопит, вермикулит и минералы фосфора.
- Рудные тела среди гатчеттолитно-пирохлорных кальцитных карбонатитов. Здесь встречаются редкие и высококачественные руды ниобия. Другие ценные компоненты — тантал, фосфор, уран, торий, цирконий.
- Колумбитно-бастнезитно-анкеритные карбонатиты, образующие рудные тела в форме обруча, штокверка, верёвки. Из них добываются элементы группы ниобия и цезия, а также торий, молибден, медь.

### Дополнительные источники из БРЭ
- Карбонатиты : [сборник статей] / под ред. О. Таттла, Дж. Гиттинса. — М. : Мир, 1969. — 486 с.
- Петрография и петрология магматических, метаморфических и метасоматических горных пород / Под ред. В. С. Попова, О. А. Богатикова. М., 2001.

При написании этой статьи использовался материал из издания «Казахстан. Национальная энциклопедия» (1998—2007), предоставленного редакцией «Қазақ энциклопедиясы» по лицензии Creative Commons BY-SA 3.0 Unported.